# Paolo De Magistris
Paolo De Magistris (Cagliari, 4 gennaio 1925 – Cagliari, 21 giugno 1998) è stato un politico e storico italiano, esponente  della Democrazia Cristiana, della quale fu uno dei fondatori in Sardegna.
Fu sindaco di Cagliari per due volte e consigliere regionale.

## Biografia

De Magistris accoglie Papa Giovanni Paolo II a Cagliari nel 1985

Nacque a Cagliari da una nobile famiglia sarda di origine piemontese, figlio di Edmondo, conte di Castella, famoso medico della nobiltà e dei poveri del Castello, e di sua moglie, la nobile Agnese Ballero. Sposò Orazia De Magistris, sua cugina di primo grado, che gli diede un figlio. È fratello del cardinale Luigi De Magistris.
Studiò nella sua città natale fino all'università, dove frequentò la facoltà di giurisprudenza, senza tuttavia concludere gli studi. Fu direttore dei servizi all'assessorato dell'industria della Regione autonoma della Sardegna.
In particolare dopo la scomparsa della moglie, la sua vita è stata dedicata agli studi sulla sua città ed all'attività politica. Profondamente religioso, in politica "Don Paolo" aveva un consenso personale molto forte, dovuto anche all'austerità della sua condotta: uno dei simboli di tale etica erano i suoi spostamenti su una Fiat 126 blu. 
È stato sindaco di Cagliari per un primo mandato dal 19 luglio 1967 al 5 agosto 1970, successivamente dal 27 marzo 1984 al 9 agosto 1990, dopo le dimissioni abbandonò la politica.
Da sindaco accolse in città nel 1970 Papa Paolo VI e nel 1985 Papa Giovanni Paolo II.

## Opere principali
- Infanzia come una sinfonia, 1970
- Sul filo della memoria, 1984
- Liberty, 1991
- Dalla peste alla festa: la devozione per sant'Efisio, 1993
- Cagliari: dal grigio-verde alla camicia nera, 1998
- Ancu ti currat sa giustizia, 2001 (postumo).